# Совсем не бабник
«Совсем не бабник» (англ. Cedar Rapids) — американская кинокомедия Мигеля Артеты. В главной роли — Эд Хелмс.

## Сюжет
Коллега наивного провинциала из захолустья Тима умирает от асфиксии во время акта самоудовлетворения, и главному герою приходится занять его рабочее место, которое полно неожиданностей и соблазнов.

## В ролях
| Актёр            | Роль                 |
| ---------------- | -------------------- |
| Эд Хелмс         | Тим Липпе            |
| Джон К. Райли    | Дин Циглер           |
| Энн Хейч         | Джоан Островски-Фокс |
| Исайя Уитлок-мл. | Рональд Уилкс        |
| Стивен Рут       | Билл Крогстад        |
| Кертвуд Смит     | Орин Хельгессон      |
| Алия Шокат       | Бри                  |
| Роб Кордри       | Гэри                 |
| Майк О’Мэлли     | Майк Пайл            |
| Сигурни Уивер    | Мэйси Вандерхей      |
| Томас Леннон     | Роджер Лемке         |
| Инга Р. Уилсон   | Гвен Лемке           |
| Уэлкер Уайт      | Дион Крогстад        |
| Стив Блэквуд     | Линди                |